# Dhaurehra
Dhaurehra là một thị xã và là một nagar panchayat của quận Kheri thuộc bang Uttar Pradesh, Ấn Độ.

## Nhân khẩu
Theo điều tra dân số năm 2001 của Ấn Độ, Dhaurehra có dân số 18.882 người. Phái nam chiếm 53% tổng số dân và phái nữ chiếm 47%. Dhaurehra có tỷ lệ 28% biết đọc biết viết, thấp hơn tỷ lệ trung bình toàn quốc là 59,5%: tỷ lệ cho phái nam là 34%, và tỷ lệ cho phái nữ là 21%. Tại Dhaurehra, 19% dân số nhỏ hơn 6 tuổi.